# Kasteel Bánffy
Het kasteel Bánffy is een kasteel in de gemeente Bonțida, dat in de Roemeense regio Transsylvanië ligt.

## Geschiedenis
Het kasteel werd gebouwd in opdracht van de familie Bánffy tussen de 15e en de 18e eeuw. Het gebouw werd aanvankelijk in renaissance- en barokstijl opgetrokken, maar onderging later nog, onder andere neogotische, aanpassingen.
De familie Bánffy woonde in het kasteel tot 1944, toen de Wehrmacht het gebouw in beslag nam om er een militair ziekenhuis in te richten. Het kasteel werd op het einde van de Tweede Wereldoorlog geplunderd en bovendien ernstig beschadigd door de Duitse soldaten, omwille van de anti-Duitse gezindheid van de toenmalige eigenaar, graaf Miklós Bánffy.
Tijdens het communistische regime in Roemenië werd het kasteel verwaarloosd. Na de nationalisering van eigendom door de Roemeense overheid en de collectivisatie in 1950 diende een deel van het gebouw als hoofdkwartier en opslagplaats van de plaatselijke kolchoz, terwijl een ander gedeelte, dat al vervallen was, diende als bron voor bouwmateriaal voor de dorpsbewoners. Na de Roemeense Revolutie in 1989 was het gebouw helemaal verlaten.
In 1999 werd een restauratieproject opgestart dankzij een Roemeens-Hongaars-Brits partnerschap van organisaties actief op het vlak van onroerend erfgoed. De herstelwerken werden vervolgens uitgevoerd met de coördinatie van het Fondation Transylvania Trust.

## Kunst en literatuur
In Miklós Bánffy's Zevenburgentrilogie, waarvan het eerste deel in het Nederlands is vertaald onder te titel "Geteld, geteld" (vertaling door Rebekka Hermán Mostert), is het fictieve kasteel Dénestornya van de graven Abády geïnspireerd op dit kasteel van de familie Bánffy.